# Mário Brant
Augusto Mário Caldeira Brant (Diamantina, 15 de dezembro de 1876 — Rio de Janeiro, 2 de dezembro de 1968) foi um político brasileiro. Exerceu o mandato de deputado federal constituinte por Minas Gerais em 1946.

## Vida e carreira
Natural de Diamantina, Minas Gerais, Brant nasceu em 15 de dezembro de 1876, filho de Augusto Afonso Caldeira Brant e de Maria Hermínia de Caldeira Brant. Casou-se com a escritora Alice Dayrell.
Em 1895, ingressou na Faculdade de Direito de Ouro Preto, capital de Minas Gerais à época, transferindo-se mais tarde para a Faculdade de Direito de São Paulo, onde graduou-se em 1898. Depois de formado, retornou para MG e foi nomeado provedor de justiça da comarca de Diamantina, cargo que ocupou até 1903.
Em 1905, transferiu-se para o Rio de Janeiro, então Distrito Federal do Brasil, onde foi delegado da 5ª Circunscrição Policial da cidade e chefe do serviço de informações da Diretoria de Povoamento do Ministério da Agricultura.
Dois anos depois, em Brasília, atuou na área de informações da Diretoria de Povoamento do Ministério da Agricultura. Em 1911, abandonou o cargo e virou diretor do boletim do Ministério da Viação, permanecendo até 1917. 
Na capital federal, deu continuidade à sua carreira jornalística iniciada na cidade de São Paulo e trabalhou nos jornais Gazeta de Notícias e A Noite e na revista Kosmos. Tornou-se também redator chefe na redação de O Imparcial. Em 1919, voltou para Minas Gerais e fundou o jornal Estado de Minas.
Mário Brant reintegrou-se na política e passou por cargos na Câmara Estadual de Minas Gerais, foi eleito deputado federal pelo Partido Republicano Mineiro e nomeado secretário de finanças. 
Em 1925, abandonou o cargo político e tornou-se diretor do Banco do Brasil, e em seguida, assumiu a diretoria da Companhia Sul América de Seguros. 
Em 1929, com a formação da Aliança Liberal, após o rompimento de Minas Gerais e Rio Grande do Sul com o então presidente Washington Luís, Brant deixou o cargo no Banco do Brasil para se dedicar à campanha Getúlio Vargas para a presidência.
Disputou as eleições de 1930 e foi eleito deputado federal na legenda do PRM. Em seguida, participou da conspiração revolucionária que culminou na deposição do presidente Washington Luís e levou Getúlio Vargas ao poder. 
Depois da vitória da Revolução, Brant foi nomeado presidente do Banco do Brasil e transferiu-se para o Rio de Janeiro. No entanto, não permaneceu muito tempo no cargo. Tendo sido contra a criação da Legião Liberal Mineira, organização fundada em 1931 para combater a hegemonia do PRM em Minas Gerais, e vendo a disputa entre os grupos se acirrar, acabou exonerando-se da presidência do Banco do Brasil.
Com o "Acordo Mineiro", que tinha como objetivo fundir a Legião Liberal Mineira com o PRM em uma única agremiação, que apoiasse ao mesmo tempo os governos estadual e o federal. Assim, nasceu em 1932 o Partido Social Nacionalista (PSN), que teve seu estatuto elaborado por Brant. O PSN, porém, durou pouco, à medida que os integrantes logo começaram a se aproximar dos constitucionalistas de São Paulo. Com a derrota da Revolução Constitucionalista em julho de 1932, Brant foi preso e exilado, e teve seus direitos políticos cassados.
Quando retornou ao Brasil, candidatou-se à Câmara dos Deputados nas eleições de 1934 e conseguiu uma suplência na bancada do PRM. 
Em 1943, já sob regime do Estado Novo, Brant integrou a Resistência Democrática, que se opunha ao governo Vargas. Foi um dos signatários do Manifesto dos mineiros (24/10/1943), uma das primeiras manifestações de oposição da elite política à ditadura. Como consequência, foi afastado do cargo de diretor do Banco Hipotecário Lar Brasileiro.
Participou da primeira reunião do diretório nacional da União Democrática Nacional (UDN), realizada em abril de 1945. Em dezembro deste mesmo ano, elegeu-se deputado por Minas Gerais à Assembleia Nacional Constituinte na legenda do Partido Republicano (PR), com mandato até janeiro de 1951. Interrompeu seu mandato em março de 1947 para assumir a Secretaria de Educação e Saúde Pública em Minas Gerais, cargo que ocupou até dezembro do mesmo ano.
Foi ainda diretor da Carteira de Redesconto do Banco do Brasil em duas oportunidades, entre 1954 e 1956. Assumiu também, interinamente, a presidência do banco entre novembro de 1955 e fevereiro de 1956.
Faleceu no Rio de Janeiro no dia 2 de dezembro de 1968, aos 91 anos. Ele faria 92 anos no dia 15 do mesmo mês. 